# Мравка панда
Мравката панда (Euspinolia militaris) е вид оса от семейство Немски оси (Mutillidae).

## Разпространение
Видът е разпространен в горите на Чили.

## Описание
Наименованието на вида идва от оцветяването му – бяла козина, покриваща цялата глава, с изключение на очите, и черно-бели петна върху останалата част от тялото. Оцветяването служи като предупреждение за хищниците за неговото болезнено и мощно ужилване. Женските са без крила, а мъжките имат крила. На дължина достигат до 8 мм.